# Tre Jones

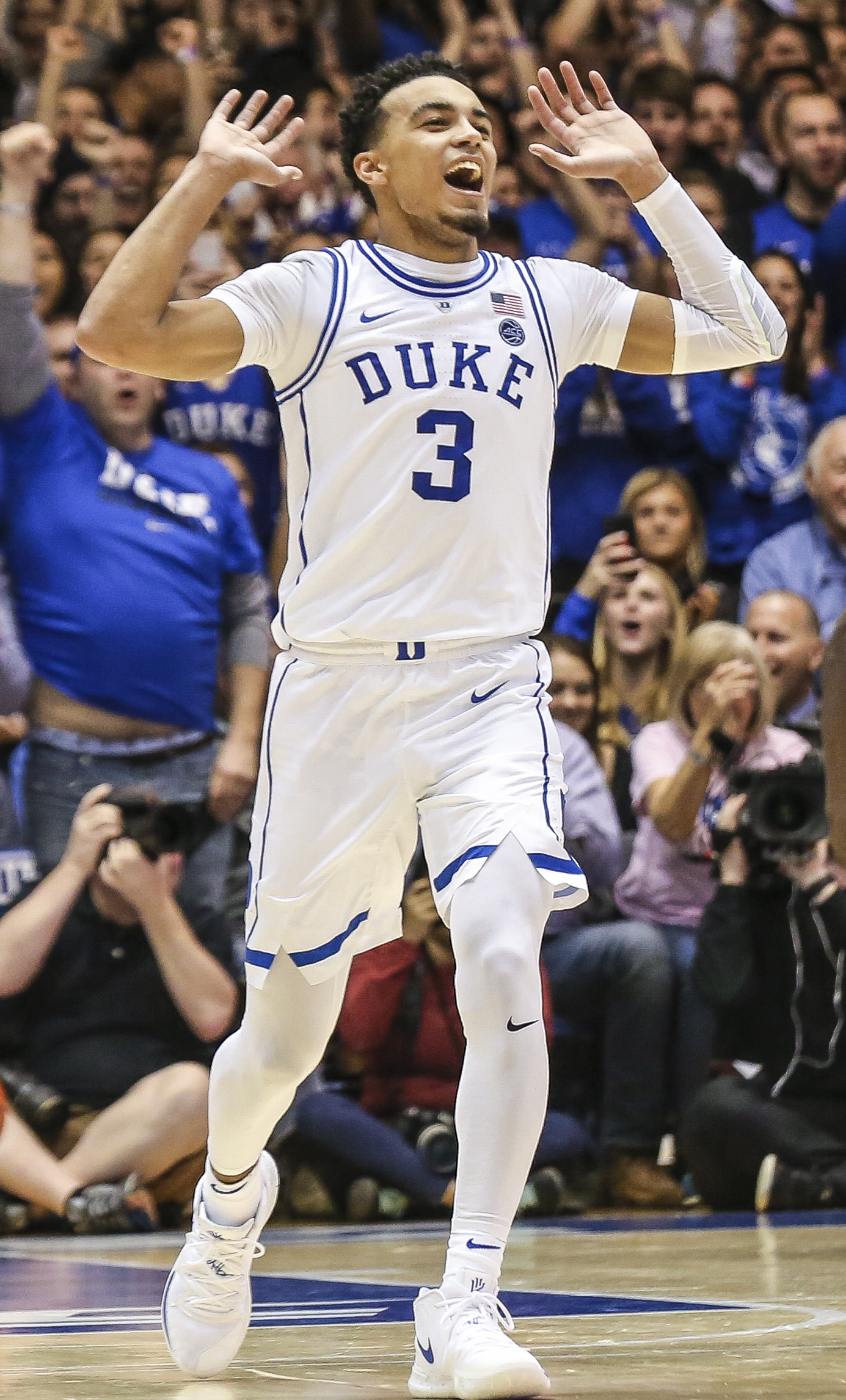
Tre Jones, 2019.

Tre Isiah Jones, född 8 januari 2000 i Apple Valley i Minnesota, är en amerikansk professionell basketspelare (PG) som spelar för Chicago Bulls i National Basketball Association (NBA). Han har tidigare spelat för San Antonio Spurs.
Jones draftades av San Antonio Spurs i andra rundan i 2020 års draft som 41:a spelare totalt.
Innan han blev proffs studerade Jones vid Duke University och spelade för universitetets idrottsförening Duke Blue Devils.
Han är bror till Tyus Jones.